# ドゥカティ・ムルティストラーダ
ムルティストラーダ (Multistrada) とは、ドゥカティが製造販売しているオートバイである。
2003年 - 2009年モデルと2010年以降のモデルでは開発コンセプトが異なる。
2003年から2009年までの1000・1100・620ccモデルは舗装路用のスポーツバイク、2010年以降の1200ccモデルは未舗装路走行も前提にしたデュアルパーパスタイプとなる。

## 概要
ムルティストラーダはイタリア語で「多様な道（英語では「マルチストリート」）」という意味であり、舗装されている車道においてあらゆる路面状態で充分な性能を発揮できるようにするというコンセプトを表している。
2003年開発時の本来のムルティストラーダのコンセプトは、「フータ街道を最高峰モデル999シリーズよりも速くアップライトなポジションで快適かつ爽快に走り抜けることができ、かつタンデムやツーリングでも扱いやすいバイク」というものである。
背の高い外観から、いわゆるデュアルパーパスタイプとみなされることもあるが、実際の未舗装路の走行能力は低く、特性としてはオンロードタイプのスポーツバイクである。
1200ccモデルではコンセプトが変化し、未舗装路を含めた走行性能を向上させ、大柄になった外観からもイメージさせるとおりのデュアルパーパス・ツアラー的な性格が強まっている。

## モデル一覧

### 1000

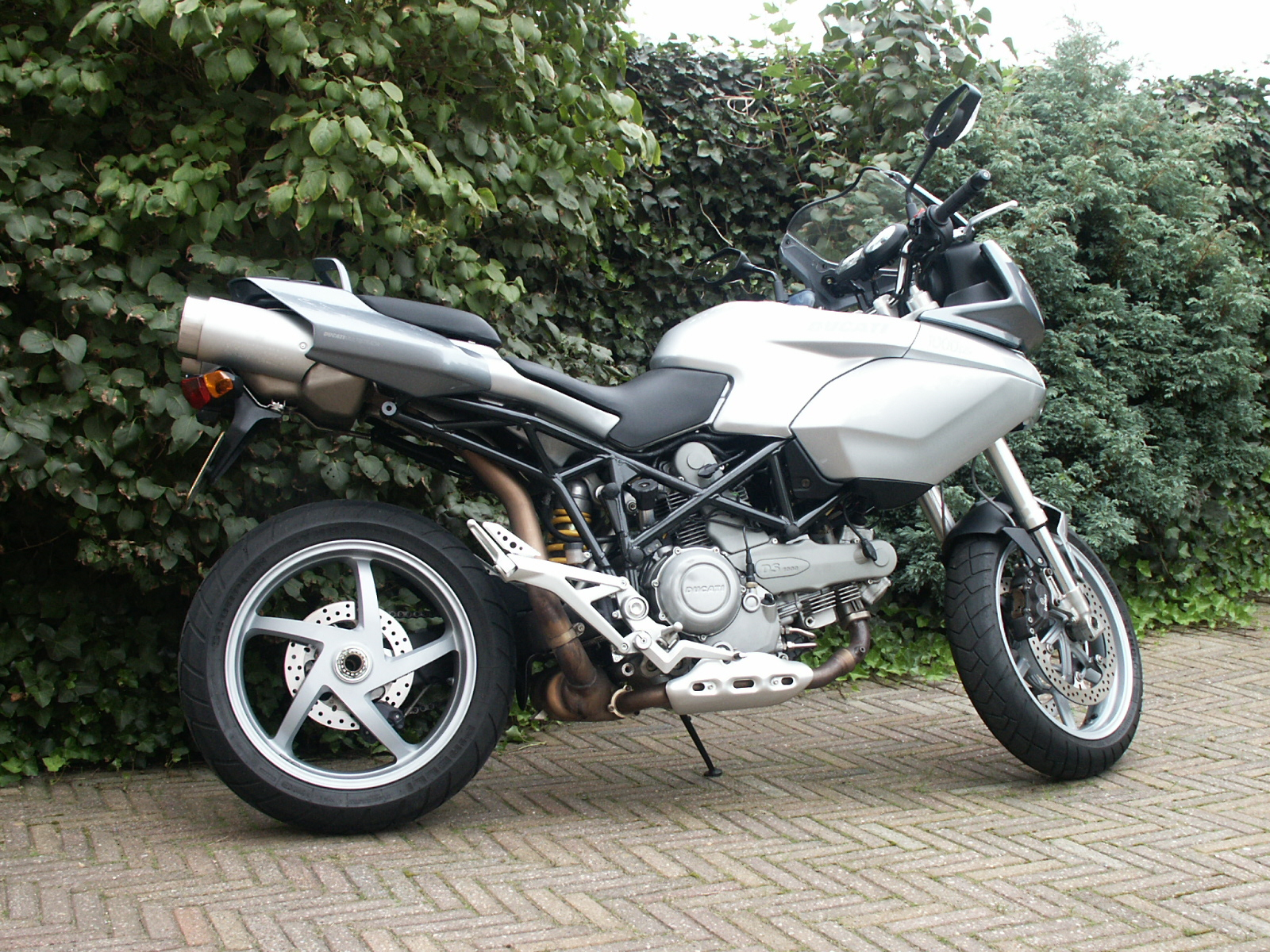
1000 DS

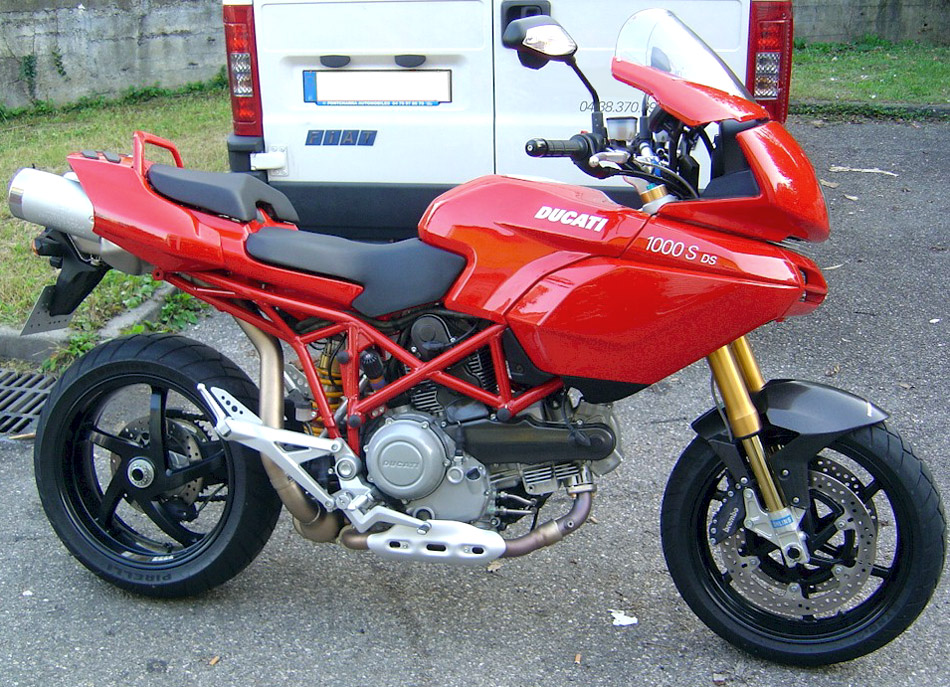
1000s DS

通常仕様の1000 DSと、高級仕様の1000s DSが販売された。同社のデザイナー、ピエール・テルブランチによるデザインで、一つ目のフロントマスクとややかち上げ気味のテールカウルに包まれた二本出し風サイレンサーが特徴的である。
ハンドルの操舵に合わせてウィンドスクリーン付きの上部カウルが動作するのもデザイン上の特徴のひとつである。
フレームは同社の各車種と同様鋼管製トラスフレームである。形状は999のものとよく似ている。
通常の燃料タンクの位置にあるのはダミータンクで、実際の燃料タンクはシート下まで続いた特殊な形状をしている。
スイングアームはアルミニウム合金製の片持ち式で、同社の916 - 998で採用されていたものに酷似している。
搭載されている90度V型2気筒エンジンは、空冷992ccで点火プラグが1気筒あたり2本あり、通称DS（デュアルスパーク）エンジンと呼ばれる。2001年のミラノショーでの発表後、同社のモンスターやスーパースポーツなどのモデルに搭載されるようになった。クラッチは乾式であった。
1000s Dsは基本的な構造は1000 DSと同じだが、フロントフォークとリアショックにオーリンズ社の製品を採用し、足回りの性能を向上している。また部分的にカーボンファイバー製の外装パーツが装着されている。ハンドルバーも取り付け部分が太くなったものである。

### 1100 / S
1100は、1000 DSとの相違点として、エンジンの排気量は1078ccに引き上げられ、クラッチが湿式に変更された。ハンドルバーの取り付けがラバーマウントになった。なお 1100sは相違点が 1000s DSに準ずる。

### 1200
リーマン・ショックによる需要減少に対して、ドゥカティ社はスポーツ、高速ツーリング、市内、悪路などの走行条件に一台で対応できるモデルによって新しい市場を作り出した。
まず高速ツーリング用途のためにカウルが大型化され、特に前面フロント部は先鋭化されるなどデザインが大きく変更されている。ピリオン部のフレームは二人乗りのツーリングに対応するために拡大強化されている。
エンジンは1199用テスタストレッタevoで、排気量が1198ccに拡大されたが低速トルク重視のためバルブオーバーラップ（11° ）が減らされている。また、スイッチで走行特性を4種類のモード（スポーツ/ツーリング/アーバン/エンデューロ）に変更できるようになっている。スロットル特性もスロットルバイワイヤにより、モードに応じて自動的に変更される。ただし日本仕様の最高出力は騒音規制適合のため 102ps/6000rpmとなり、欧州仕様の150ps/9250rpmと比して大幅に抑えられている。
サスペンションは前後170mmのサスストロークのストロークを持つが、イニシャルプリロードをモードによって自動変更するリアサスを持っている。いろいろな走行条件に対応するために、タイヤにはトレッドに二種類のコンパウンドを採用し、泥濘地にも対応したサイプを配したピレリ社製スコーピオントレールが採用されている。
1200にはノーマル仕様の他、オーリンズ製サスペンション仕様の1200 S Sportや、パニアケース装備の1200 S Touring がラインアップされている。なお全車ともABSは標準装備となっている。
このモデルは販売台数が初年度に1万台を越えるヒット作となり、多くの追随車両が販売される契機となった。

### 620

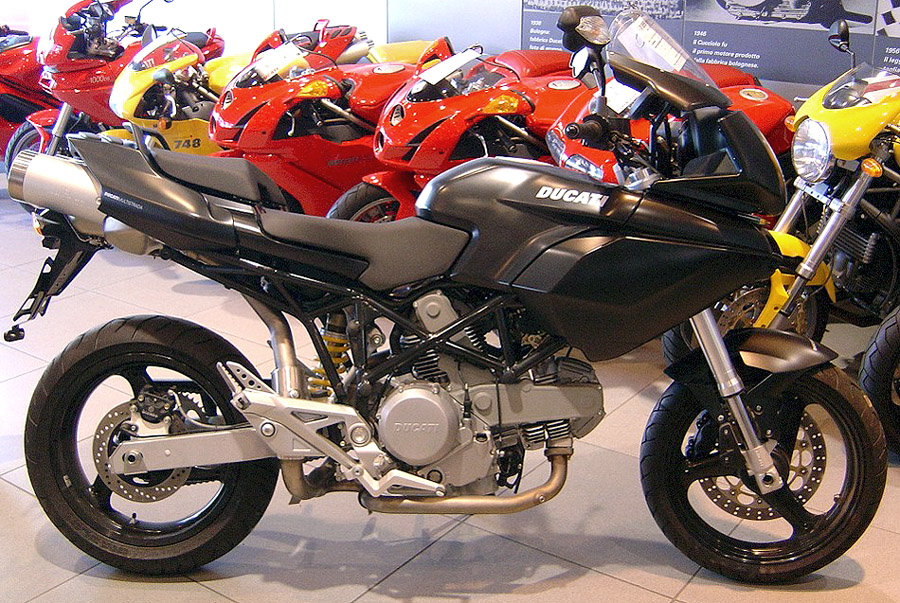
620 Dark

外観は1000と酷似しているが、一回り小さい車体であり、細部の相違も多い。エンジンはモンスター620（日本未発売）にも搭載されている空冷618ccエンジン。クラッチは湿式のバックトルクリミッター付き。スイングアームは鉄製の両持ち式のもの。
塗装や装備を多少簡素化して若干価格を下げた「Dark」もあったが、日本では未発売。

## 歴史
- 2001年のミラノショーで発表された。ドゥカティがリリースした従来の車種とは一線を画したコンセプト及び奇抜なスタイルで注目を集めた。
- 2003年夏に1000 DSをリリース。車体色は当初赤とツートーングレイ（2006年に廃止、1000s DSには設定なし）のみだったが、後に黒が追加された。
- 2005年モデルより1000s DS、620追加。1000 DSについても若干の改良が施される。
- 2006年モデルより620の日本での正規販売開始。車体色は赤と黒のみ（イタリア本国仕様にはメタリックグレイとタンジェリンレッドもある）。
- 2007年、1000 DS、1000s DSに代わって1100、1100Sが登場、620はラインナップから外れた。1100（Sでない方）は赤のみ。
- 2009年、1100の日本での正規販売が終了。1100Sは白が追加された。
- 2010年、1200の日本仕様を販売開始。